# Amarantine (canción)
«Amarantine» es el primer sencillo  de Enya extraído de su álbum Amarantine. La palabra amarantine en sí misma es tomada del griego antiguo y significa ‘eterno’ o ‘inmortal’ (lo mismo que el nombre del amaranto, una flor). El sencillo fue publicado en ciertas regiones el 14 de noviembre de 2005. En otras publicaron el sencillo en o antes del 6 de diciembre de 2005.
Varias versiones de Amarantine fueron publicadas, algunas incluyendo los tres temas iniciales y principales, y otras omitiendo el tema «The Spaghetti Western».
«The Spaghetti Western» es un atípico tema de Enya al estilo de los trabajos de musicales de Hugo Montenegro en películas como Por un puñado de dólares y El bueno, el feo y el malo. Un tema no publicado, anteriormente grabado para el documental The Celts de 1986, Enya lanzó este tema en memoria de un productor de BBC, su querido amigo, Tony McAuley

## Lista de canciones
| Edición regular |                           |                |          |  |
| N.º             | Título                    | Autor          | Duración |  |
| 1.              | «Amarantine (Radio Edit)» | Enya/Roma Ryan | 3:07     |  |
| 2.              | «The Comb of the Winds»   | Enya           | 3:40     |  |
| 3.              | «The Spaghetti Western»   | Enya           | 1:56     |  |
| 8:43            |                           |                |          |  |

| Edición francesa |                |                |          |  |
| N.º              | Título         | Autor          | Duración |  |
| 1.               | «Amarantine»   | Enya/Roma Ryan | 3:12     |  |
| 2.               | «Boadicea»     | Enya           | 3:32     |  |
| 3.               | «Orinoco Flow» | Enya/Roma Ryan | 4:25     |  |
| 11:09            |                |                |          |  |

- Datos: Q687415